# Abradż al-Bajt
| Górny lewy róg:  | Metropolitan Life Insurance Company Tower            |
| Dolny lewy róg:  | Wieża zegarowa Allen-Bradley (poprzedni rekordzista) |
| Środek:          | Abradż al-Bajt                                       |
| Górny prawy róg: | Zegar na wieży Pałacu Westminsterskiego              |
| Dolny prawy róg: | Zegar na wieży Spaskiej Kremla w Moskwie             |

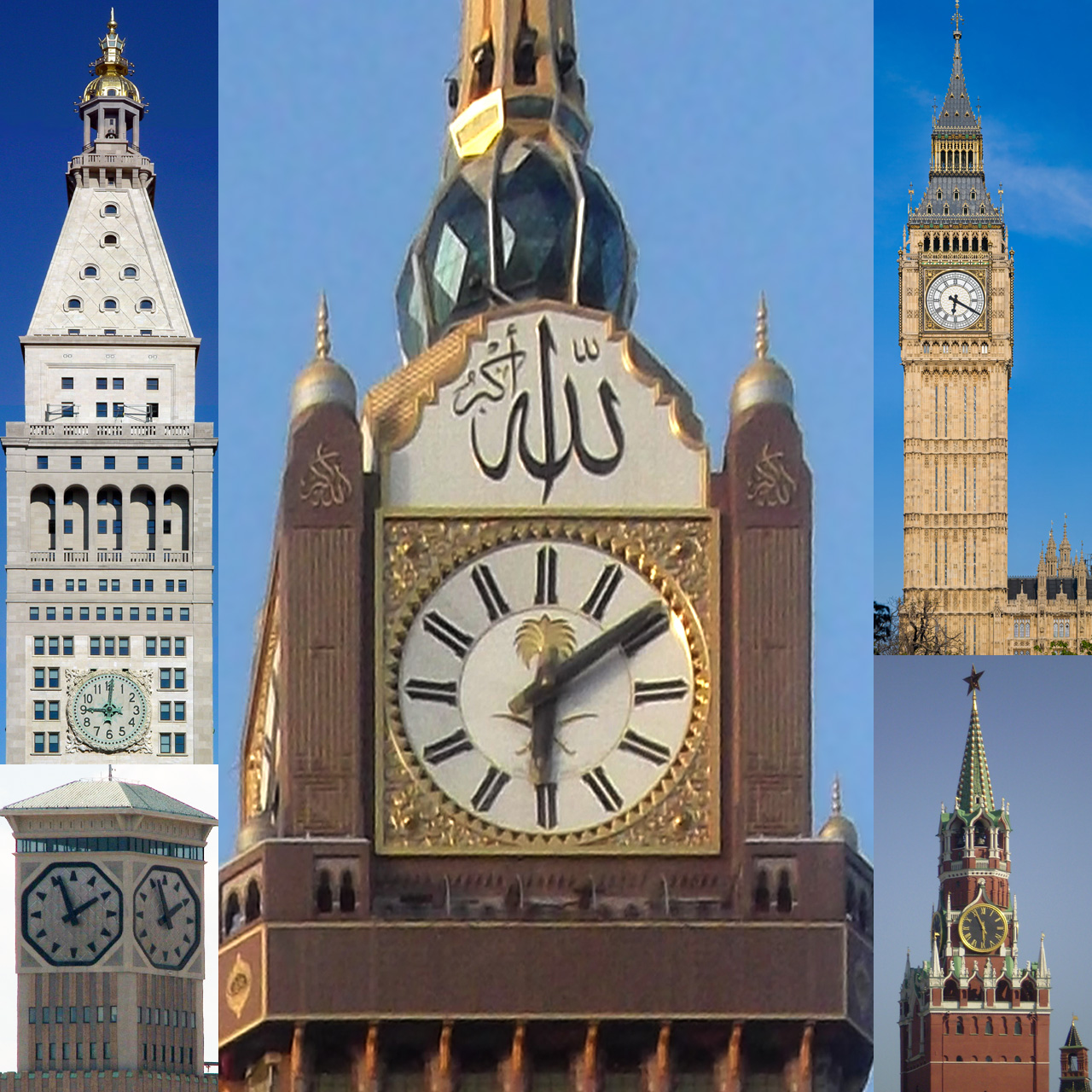
Porównanie wielkości kilku znanych zegarów wieżowych o 4 cyferblatach w tej samej skali.

Abradż al-Bajt (arab. أبراج البيت, Abrāǧ al-Bayt) – kompleks hotelowy w Mekce, w Arabii Saudyjskiej, postmodernistyczny, wzniesiony w latach 2004–2011 według projektu zespołu architektów biura architektonicznego SL Rasch; znajduje się w bezpośrednim sąsiedztwie Świętego Meczetu.
Abradż al-Bajt znajduje się w pobliżu największego na świecie meczetu i najświętszego miejsca islamu, Al-Masdżid al-Haram.
Kompleks posiada kilka światowych rekordów, w tym najwyższy hotel na świecie, najwyższy zegar wieżowy na świecie, największa na świecie tarcza zegara, i największy na świecie budynek pod względem powierzchni.
Kompleks stał się drugim pod względem wysokości budynkiem na świecie w 2011 roku, ustępował tylko Burdż Chalifa w Dubaju. Projektantem i wykonawcą obiektu jest Saudi Binladin Group, największa firma budowlana królestwa.

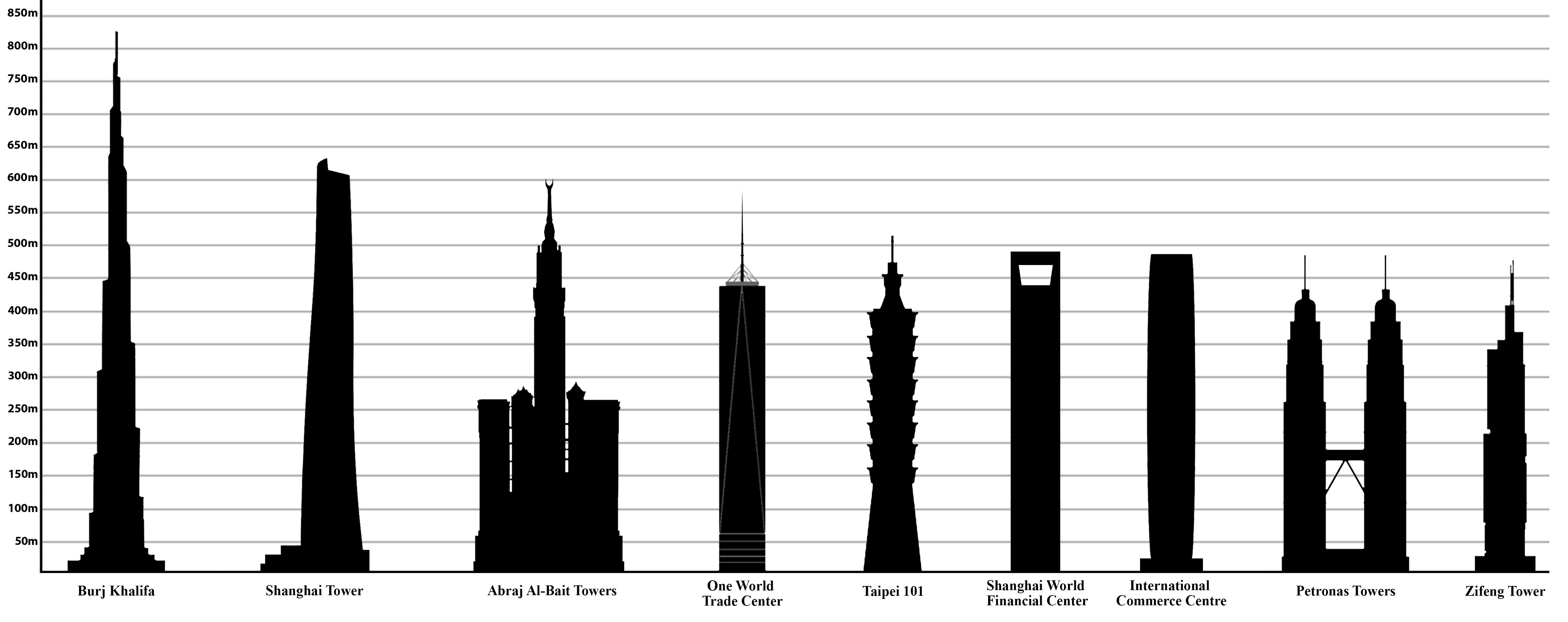
Abradż al-Bajt na tle najwyższych budynków świata (trzeci z lewej) w 2015.

## Galeria

Abradż al-Bajt
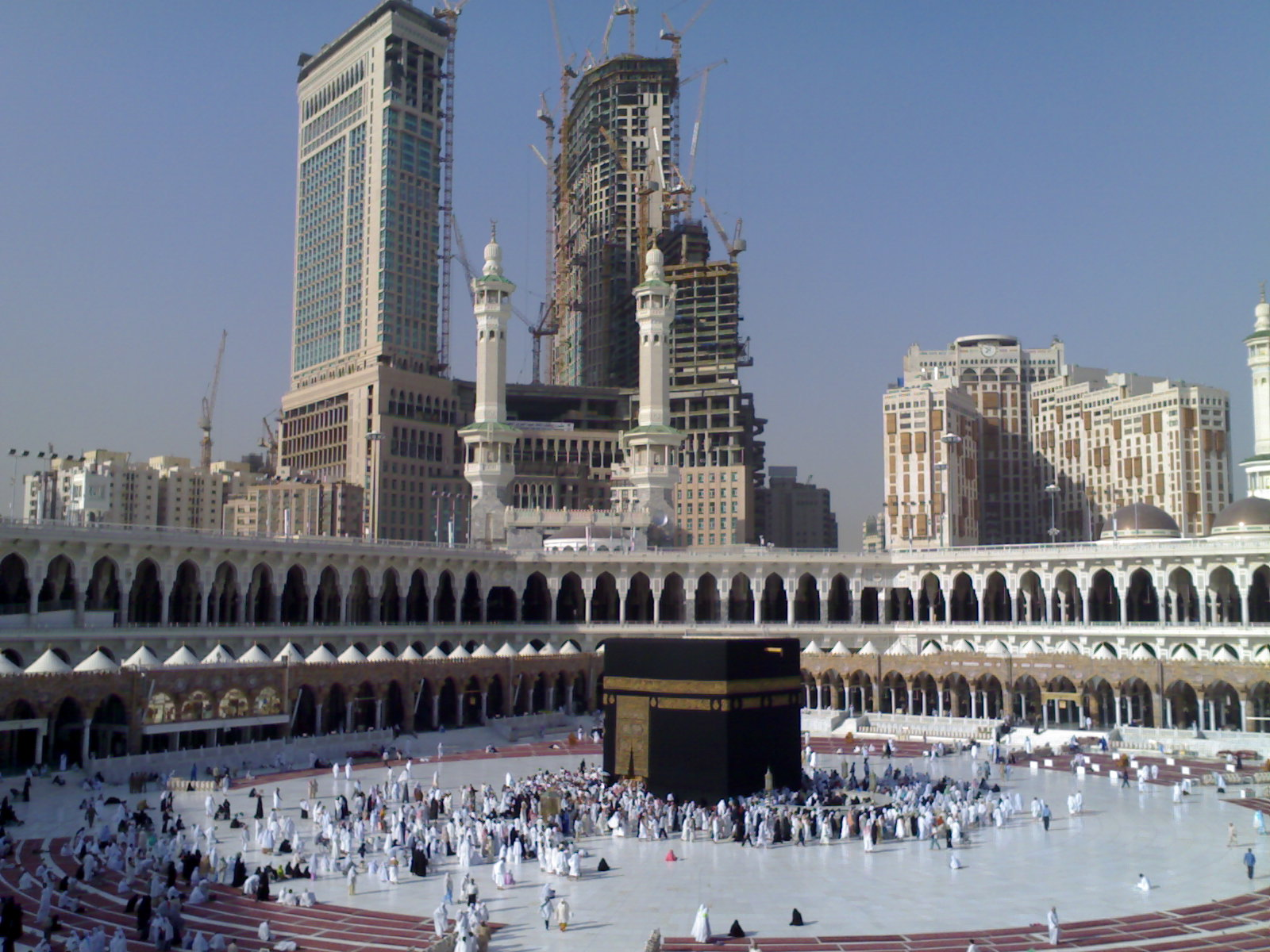
w czasie budowy na tle Świętego Meczetu, 2006
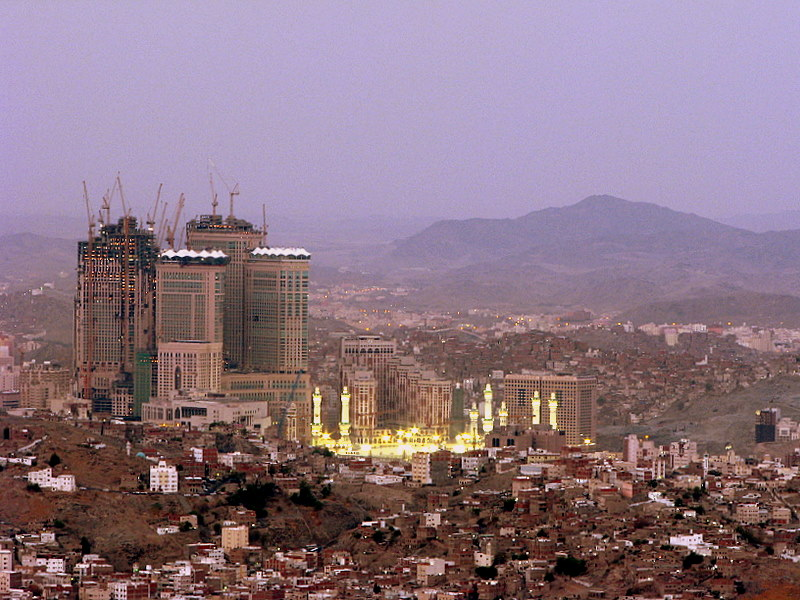
w czasie budowy na tle miasta, 2008
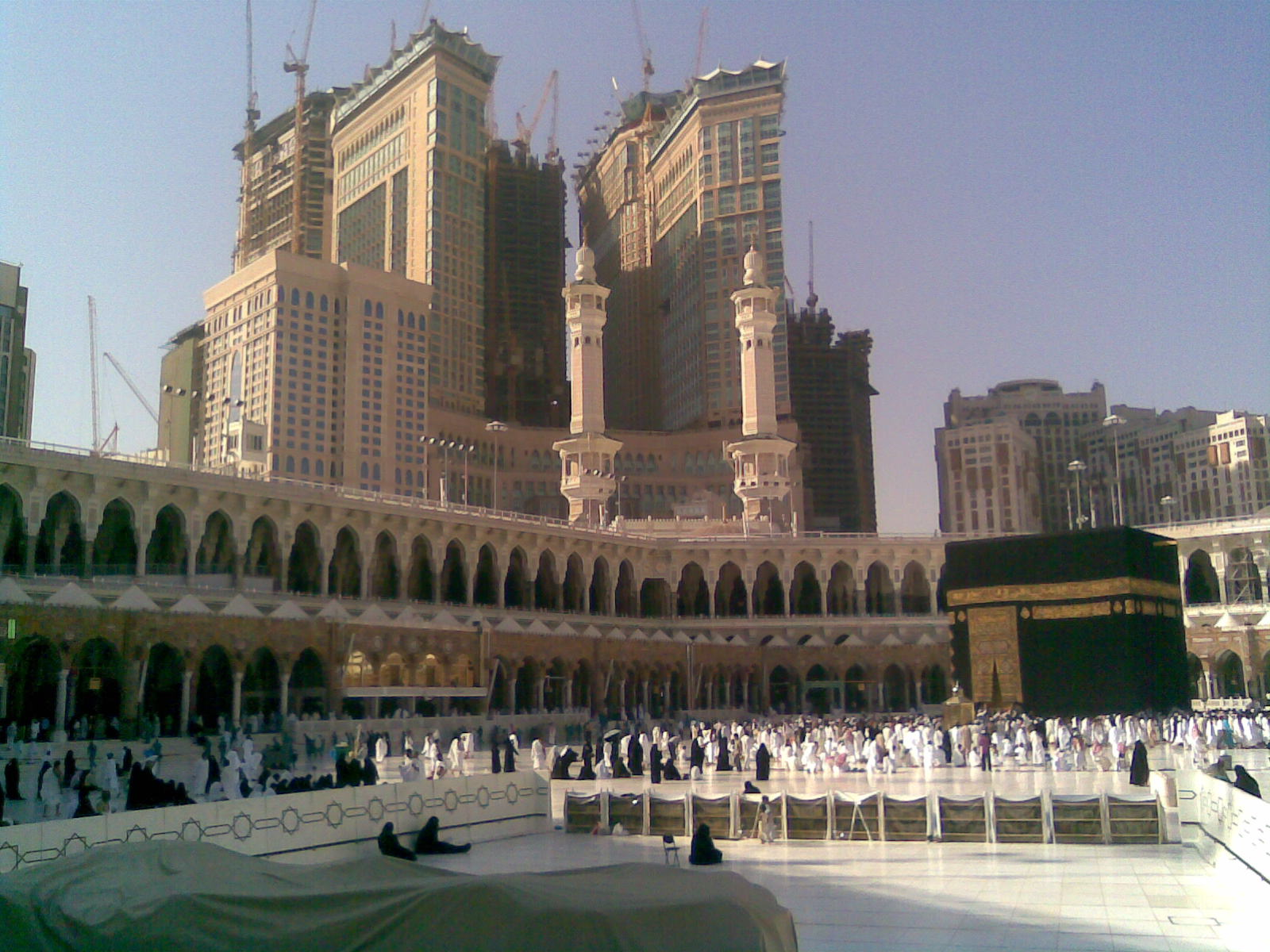
w czasie budowy na tle Świętego Meczetu, 2010
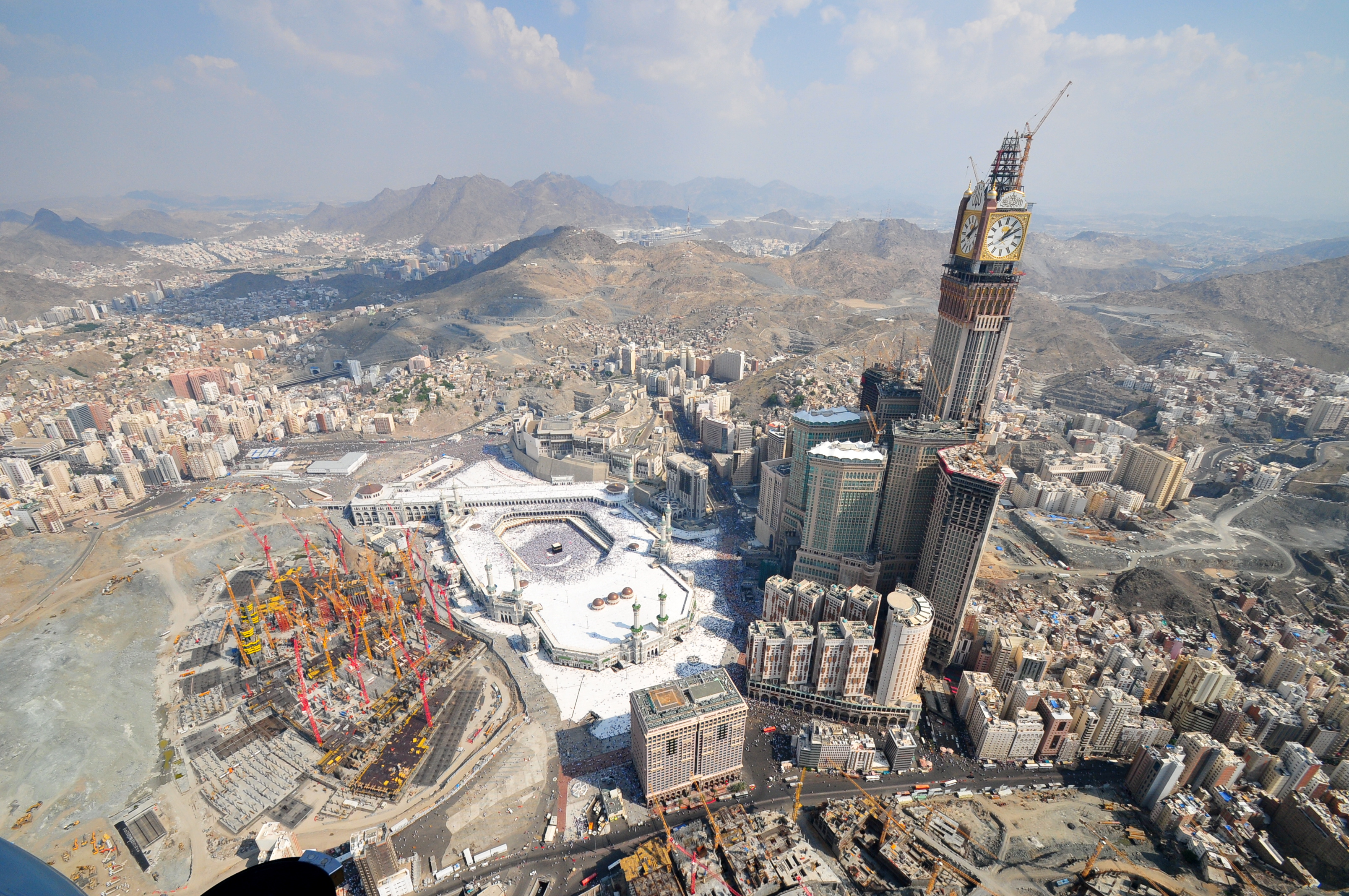
w czasie budowy widziany z lotu ptaka, 2010
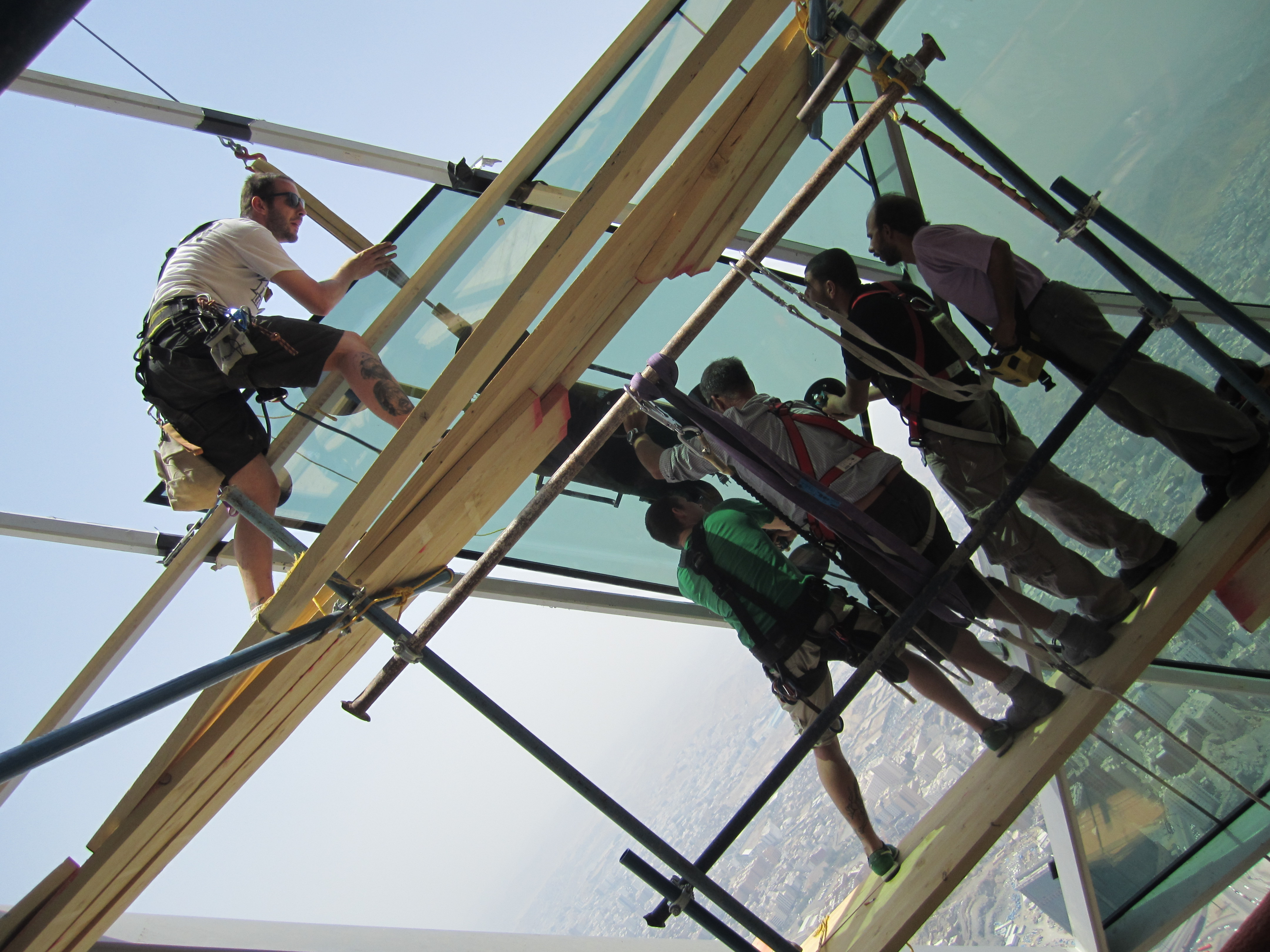
w czasie szklenia, 2011
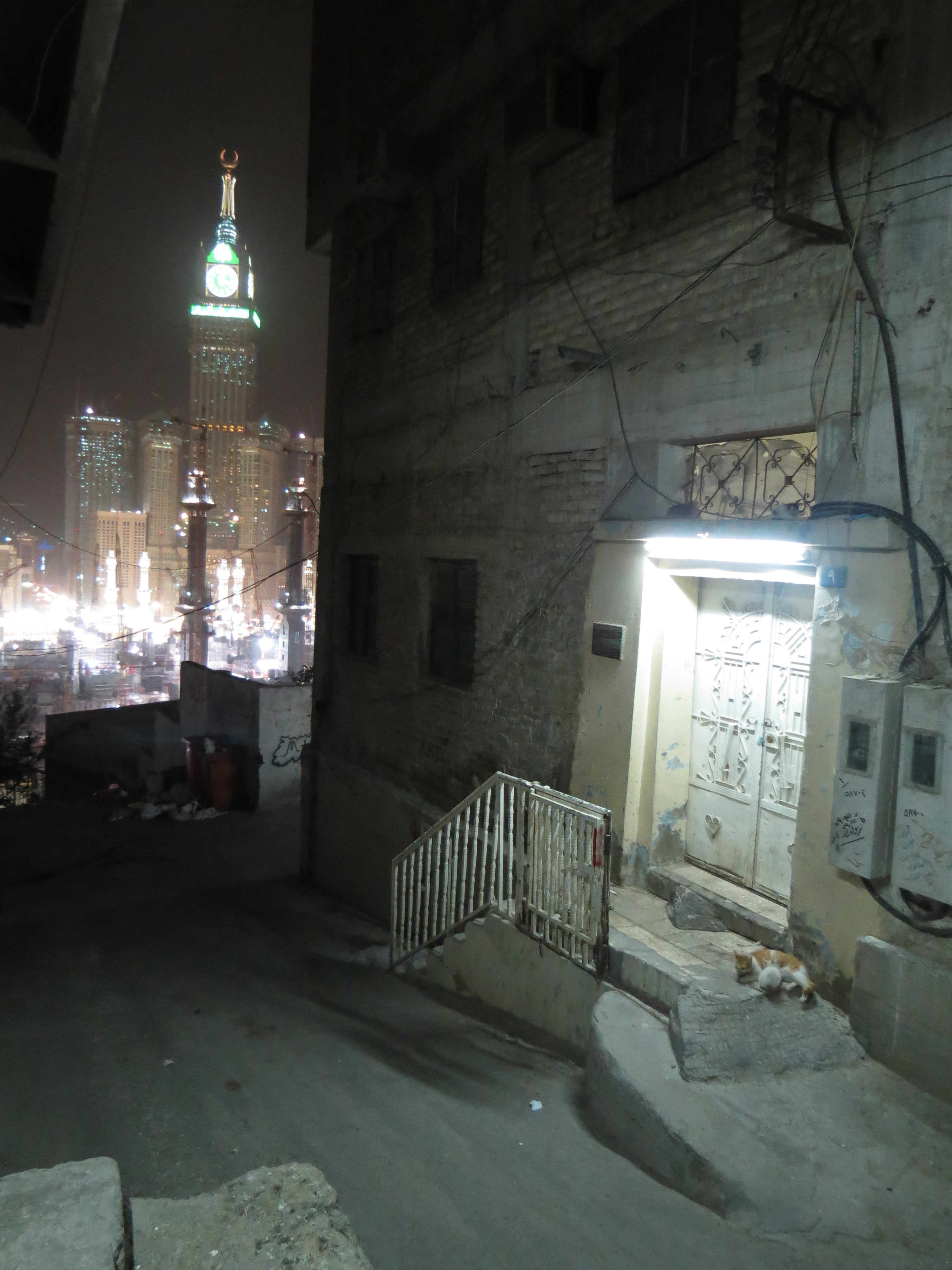
widziany z ulic Mekki w nocy, 2012